# 크랙 (밴드)
크랙(Crack)은 1977년 스페인 히혼에서 결성된 프로그레시브/심포닉 록 밴드이다. 1978년부터 1980년까지 짧은 기간 활동했지만, 스페인 프로그레시브 록의 황금기를 대표하는 중요한 밴드로 평가받는다. 밴드는 예술적 완성도를 중시하며 상업적 요구에 타협하지 않았고, 이로 인해 경제적 어려움, 장비 부족, 음악 산업의 제약, 멤버 간의 의견 차이 등 다양한 문제를 겪다가 1980년 해체되었다.
결성 당시 크랙은 일렉트릭 기타가 없는 4인조로 시작했다. 멤버로는 키보드와 보컬의 멘토 에비아(Mento Hevia), 베이스의 비달 안톤(Vidal Antón), 드럼의 마놀로 히메네스(Manolo Jiménez)가 있었고, 오비에도 대학교 법학과 동문인 알베르토 폰타네다(Alberto Fontaneda, 보컬/기타/플루트)와 재회하며 라인업을 완성했다. 이후 기타리스트 라파엘 로드리게스(Rafael Rodríguez)가 합류했고, 베이스는 알렉스 카발(Álex Cabal)로 교체되어 최종 멤버 구성이 이루어졌다.

## 앨범 《Si Todo Hiciera Crack》 (1979)
1979년, 크랙은 마드리드의 오디오필름 스튜디오에서 단 5일 만에 데뷔 앨범 《Si Todo Hiciera Crack》을 녹음했다. 이 앨범은 Chapa Discos 레이블을 통해 발매되었으며, 짧은 녹음 기간에도 불구하고 높은 예술적 완성도를 보여준다. 녹음 과정에는 여성 보컬리스트 엔카르나시온 곤살레스("Cani")가 일부 곡에 참여해 곡의 분위기를 한층 풍부하게 만들었다.
하지만 레이블은 상업적 음악에 더 많은 자원을 투자하는 경향이 있었고, 이 앨범의 홍보는 거의 이루어지지 않았다. 당시 스페인 음악계에서는 '라 모비다(La Movida)'로 대표되는 새로운 음악 흐름이 부상하며 프로그레시브 록의 인기가 점차 줄어들던 시기였다. 이러한 환경 속에서 크랙은 상업적 성공을 거두지 못했고, 경제적 어려움과 내부 갈등이 겹치면서 1980년 해체를 맞이하게 되었다.

## 트랙리스트
- Descenso en el Mahëllstrom[3][4]: 에드거 앨런 포의 단편에서 영감을 받은 인스트루멘탈 오프닝(플루트, 피아노 중심)
- Amantes de la Irrealidad (6:15)[4]: 남녀 보컬과 심포닉한 분위기의 곡
- Cobarde o Desertor (4:56)[4]: 포크와 재즈 색채가 섞인 감성적 곡
- Buenos Deseos (3:54)[4]: 짧지만 감정이 풍부한 곡
- Marchando Una del Cid (7:45)[3][4]: 중세적 분위기와 플루트, 퍼커션이 두드러지는 서사적 곡
- Si Todo Hiciera Crack (10:11)[4]: 앨범의 대표곡이자 가장 긴 곡, 자유와 변화의 상징
- Epílogo (2:19)[4]: 서정적이고 쓸쓸한 마무리

총 러닝타임: 약 40분

## 음악적 특징
크랙의 음악은 주로 기악곡 중심의 심포닉 프로그레시브 록으로, 반복적인 후렴 없이 선형적이고 유기적으로 전개되는 복잡한 작곡 구조를 갖고 있다. 멜로트론, 피아노, 기타, 플루트의 조화가 돋보이며, 제네시스, 카멜, 제쓰로 툴, 프레미아타 포르네리아 마르코니(PFM) 등 유럽 프로그레시브 록의 영향을 받았으나, 스페인 특유의 색채도 강하게 드러난다. 긴 연주 파트, 불규칙한 박자, 독특한 음색과 신시사이저 효과, 자유와 목가적 주제를 담은 가사가 특징이다. 밴드는 스스로 음악을 "인상주의적"이라 설명했으며, 드뷔시와 라벨 같은 인상주의 작곡가의 화성적 영향도 받았다고 밝혔다.
비록 한 장의 앨범만 남기고 해체되었지만, 크랙은 스페인 프로그레시브 록 팬들 사이에서 전설적인 존재로 남아 있다. 《Si Todo Hiciera Crack》은 일본과 한국 등 해외에서도 재발매되었으며, 지금도 높은 예술성과 독창성으로 많은 사랑을 받고 있다.
1. ↑  Ladaga, Eloy (2015). 《Rock Progresivo, Historia, cultura, artistas y álbumes fundamentales》. Redbook Ediciones. ISBN 84-946961-4-9.
2. ↑  Escobar Contreras, Rafael (2015). 《Rock Urbano, el antes y el después》. Lulu.com. 23쪽. ISBN 84-946961-4-9.
3. 1 2  Salueña, Eduardo (2025). 《The Routledge Handbook of Progressive Rock, Metal, and the Literary Imagination (La libre creación - Exploring Narrative in the Progressive Rock of Northwest Spain during the Spanish Transition to Democracy)》. Routledge. 385-389쪽. ISBN 1-040-29712-9.
4. 1 2 3 4 5 6 7  Salueña, Eduardo (2017). 《Música para la libertad. Nuevas tecnologías, experimentación y procesos de fusión en el rock progresivo de la España de la Transición: el eje noroeste》. Norte Sur Produccione. 201-220쪽. ISBN 5-07-220679-3.